# Grønnessegård
Grønnæssegård eller Grønnesøgård (officielt stednavn: Grønnessegaard Gods), Amtsvejen 280 A og C, er en hovedgård i Torup Sogn, Strø Herred, Frederiksborg Amt i den nuværende Halsnæs Kommune.
Grønnessegaard Gods er i dag familiedrevet og ejet af Ditlev Hasselbalch, der er 4. generation af den Hasselbalch’ske familie på Grønnessegaard. Bygninger og brostensbelægning på godset er fredet. Den primære drift består af agerbrug og Herefordkvæg. Der findes tillige en gårdbutik og konferencelokaliteter. Desuden afholdes der julemarked og siden 2017 veterantræffet TimeWinder i pinsen.

## Historie
Frederiksværks grundlægger, generalmajor Johan Frederik Classen, erhvervede også store jorder uden om byen, som i 1768 udgjorde 798 tønder hartkorn. Han fik Grønnæssegård oprettet til hovedgård 13. maj 1776, hvor han opførte en hovedbygning i samme louis seize-stil som Arresødal. Efter Classens død 1792 delte gården skæbne med Frederiksværk og Arresødal og blev overdraget til landgrev Carl af Hessen imod at denne årligt svarede 7.000 rigsdaler til det af Classen ved testamentet oprettede Classenske Fideicommis. I året 1804 overdrog landgreven Frederiksværk, hvis gæld imidlertid var vokset, så at den oversteg ejendommens værdi, og godserne til sin svigersøn, kronprins Frederik (VI), der oprettede en egen administration for dem, indtil de helt kunne blive statsejendom efter udløsning af medarvingerne, men disse forhandlinger varede ved under hele Frederik VI's regeringstid og ordnedes først i begyndelsen af Christian VIII's 1840. Ifølge Lov af 8. april 1851 blev fæstegodset solgt til selvejendom 1854-55. Arresødal blev solgt 1855 og Grønnæssegård 1859.
Den grundmurede hovedbygning i to etager blev opført i 1888 for den nye ejer, brdr. Hellemann, med fast tag i tegl og står i rød blankmur med enkeltheder i gule mursten (hjørnekvadre, gesimser, vinduesomramninger) på et fundament af kampesten. Den afspejler en senklassicistisk stil. Elevbygningen er fra 1930 i en etage opført i mursten og med fast tag i tegl. Staldbygningen ved hovedbygningen er opført i 1926 i en etage opført i bindingsværk og med stråtag. Laden mod vest er den ældste bygning. Den er fra 1777 i en etage, opført i bindingsværk og med stråtag. Den østlige staldbygning er opført i 1926 og rundmuret med fast tag i tegl. Den nordøstlige staldbygning (svinestald) er opført i 1926. Grundmuret med fast tag i tegl. Den nordlige staldbygning (hestestald) er opført i 1930. Grundmuret med stråtag. Garagen er opført i 1930. Der er tale om en grundmuret bygning med fast tag. Laden (Rorupladen) er opført i 1926. Hovedbygningen blev ombygget 1947, elevbygningen 1973, staldbygningen 1977 og garagen 1948.
I 1988 blev hovedbygningen (1888), den vestlige lade (1777), Rorupladen (1926) og elevbygningen (1930) fredet. Det Særlige Bygningssyn har i årenes løb taget stilling til 9 ansøgninger om tilladelser til nedrivninger på det fredede gods. Der er givet accept til fire nedrivninger, herunder af Holterladen, der var styrtet sammen i en storm. 1996 blev der tinglyst bevaringsdeklaration på ejendommen.
Ved gården findes en fredet dysse kaldet Carlsstenen.

## Ejerliste
- 1776-1792: Johan Frederik Classen
- 1792-1794: Det Classenske Fideicommis
- 1794-1804: Carl af Hessen
- 1804-1839: Kong Frederik 6. (svigersøn)
- 1839-1859: Den Danske Stat
- 1859-1879: Jørgen Hellemann / Henrik Hellemann (bror)
- 1879-1896: Henrik Hellemann
- 1896-1919: Andreas Christian Nissen (1840-1919), grosserer, ejer af Missionshotellet i København
- 1919-1921: Andreas Nissen (søn)
- 1921: Dødsboet efter Andreas Nissen
- 1921-1948: Karl Albert Hasselbalch (1874-1962), dr.med.
- 1948-1967: Karl Johannes Hasselbalch (brors søn)
- 1967-2005: Karsten Hasselbalch, hofjægermester (søn)
- 2005-nu: Ditlev Hasselbalch (søn)